# 馮章
馮章（?—?），戰國時期秦国的人物。
前307年，宜陽之战，馮章对秦武王说：「不攻克宜陽，韩国、楚国乘我之弊，我國必危！不如許诺楚国用漢中来结好他。结好楚国，楚国不進军，韩国必孤，不能奈何我们秦国了」。秦武王同意。派馮章許诺楚国割让漢中，而攻克宜陽。楚怀王以其言向馮章索要漢中，馮章对秦王说：「大王驱逐臣，再对楚王说：『寡人無地而許楚王。』」